# انتخابات الرئاسة الموريتانية 2019
الانتخابات الرئاسية الموريتانية 2019 هي الانتخابات الموريتانية السابعة بعد إقرار التعددية السياسية بموجب دستور 1991، أُجري الاقتراع يوم 22 يونيو 2019 على عموم التراب الوطني وأُعلن في اليوم الموالي عن فوز محمد ولد الغزواني المترشح عن حزب الإتحاد من أجل الجمهورية بالانتخابات منذ الجولة الأولى بعدما حصل على 52% من الأصوات. لكن المعارضة رفضت النتائج، قائلة إنها «انقلاب آخر للجيش». في 1 يوليو 2019، أكد المجلس الدستوري الموريتاني أن الغزواني رئيسًا ورفض تحديًا من المعارضة.
مع عدم وجود الرئيس الحالي محمد ولد عبد العزيز، يُقال إن الانتخابات هي أول انتقال سلمي للسلطة منذ استقلال البلاد عن فرنسا في عام 1960.

## المرشحين
- محمد ولد الغزواني، الاتحاد من أجل الجمهورية.
- سيدي محمد ولد بوبكر، بدعم من تواصل.
- بيرام ولد الداه اعبيدي، مستقل.
- محمد ولد مولود، تكتل القوى الديمقراطية.
- كان حاميدو بابا، مستقل، بدعم من ائتلاف التعايش المشترك.
- محمد الأمين المرتجي الوافي، مستقل.

## نتائج
| مرشح                        | حفل                         | الأصوات | ٪     |
| --------------------------- | --------------------------- | ------- | ----- |
| محمد ولد الغزواني           | الاتحاد من أجل الجمهورية    | 483312  | 52.01 |
| بيرام ولد اعبيدي            | مستقل                       | 172656  | 18.58 |
| سيدي محمد ولد بوبكر         | مستقل                       | 166058  | 17.87 |
| كان حاميدو بابا             | مستقل                       | 80916   | 8.71  |
| محمد ولد مولود              | تكتل القوي الديمقراطية      | 22695   | 2.44  |
| محمد الأمين المرتجى الوافي  | مستقل                       | 3676    | 0.40  |
| أصوات غير صالحة / فارغة     | أصوات غير صالحة / فارغة     | 38284   | –     |
| مجموع                       | مجموع                       | 967594  | 100   |
| الناخبين المسجلين / الاقبال | الناخبين المسجلين / الاقبال | 1544132 | 62.66 |
| المصدر:                     |                             |         |       |